# E.T.K.
E.T.K., En Tallrik Kräm, var ett svenskt punkband från Linköping. Bandet bildades 1983, men fick sin slutgiltiga sättning runt -86/87. Bandet gjorde två singlar, en som pris för en andraplats i lokalbandstävlingen Rockkarusellen 1989 och en andra på egen hand. Singeln "Ööh!!" sålde i drygt 2500 exemplar och uppföljaren "Kamikaze" i ca 1500. Bandet splittrades 1991. 28 september 2002 återförenades bandet officiellt för en spelning på Skylten i Linköping tillsammans med TV-Eye, Chezsuzy och Troublemakers. Även 28 augusti 2010 återförenades bandet för en kvälls spelning på festivalen "Sköna Gröna Grebo" utanför Linköping.

## Medlemmar
- Jim Eriksson (Trummor)
- Björn Löwgren (Gitarr)
- Oscar Hull (Bas)
- Patrik Fägerstam (Sång)

## Diskografi

### Singlar
- 1989 - Ööh!!
- 1990 - Kamikaze